# قلعه کلات اهرم
قلعهٔ کلات اهرم یا قلعه شهید زائر خضر خان اهرمی واقع در شهر اهرم از توابع بخش مرکزی شهرستان تنگستان یکی از آثارهای تاریخی و از نقاط دیدنی استان بوشهر در جنوب ایران است. این بنا بر فراز تپه‌ای در شمال غربی شهر واقع شده و این اثر در تاریخ ۲۷ مرداد ۱۳۷۷ با شمارهٔ ثبت ۲۰۹۸ به‌عنوان یکی از آثار ملی ایران به ثبت رسیده‌است.
«قلعهٔ کلات اهرم» یکی از قلعه‌های تاریخی منطقه‌است، این قلعه در شمال «شهر اهرم» واقع شده و به شهید زائر خضرخان اهرمی منسوب است.
قلعه مذکور در زمان حمله انگلستان به ایران مورد استفاده قرار گرفته و جای اصابت گلوله توپ بر برج غربی آن هنوز هم باقی مانده‌است. همچنین در همین قلعه اسرای انگلیسی نگهداری می‌شده‌اند. قلعه مشتمل بر چهار برج و بارو و قلعه میانی است و دارای تأسیسات خصوصی برای ساکنین قلعه می‌باشد. مصالح ساختمان قلعه از خشت خام و گل ساخته شده‌ است و چندین بار دیوار های آن بازسازی شده‌است که ظاهراً بر اثر زمین لرزه یا کم کاری شهرداری اهرم ریخته بود.